# Baricz Gergő
Baricz Gergő (Borzont, 1990. június 26. –) Artisjus-díjas zenész-énekes. Az X-Faktor második szériájának harmadik helyezettje.

## Élete
1990. június 26-án született Borzonton, Erdélyben. Matematika és informatika szakos gimnáziumba járt. Emellett hegedülni és gitározni is tanult. Eleinte kocsmákban lépett fel. Később olyan együttesekkel dolgozott együtt, mint a Neoronkillerrs vagy a Hot snowstorn. 2010-ben jelentkezett a Megasztár ötödik szériájába, de ott még nem ért el komolyabb sikert. 2011-ben jelentkezett az X-Faktor második szériájába, ahol egészen a harmadik helyig eljutott. Mentora Keresztes Ildikó volt.
2012 májusában megjelent első saját dala, a "Baby-bebogyó". Majd 2012 júliusában újabb dallal jelentkezett, melynek címe "Némán állni". A dalhoz videóklip is készült, ami 2012 augusztusában jelent meg. 2012 novemberében megjelent első nagylemeze "Némán állni" címmel. 2013- ban indult a A Dal című Eurovíziós dalversenyen a "Stuck on you/Húz" című dalával. 2013 decemberében új dallal jelentkezett "Shit song" címmel. Ugyanebben az évben alapított egy együttest, a Longerstep-et. 2014 júniusában új dallal jelentkezett, melynek címe "Nem vagyok hős".
2013-ban kiadta első saját könyvét "Rés a fejben" címmel.
Egy ideig egy párt alkotott X-faktoros versenytársával, Kováts Verával. A verseny alatt, 2011 őszén jöttek össze, azonban 2012 tavaszán szakítottak. Jelenleg egy egyetemen tanul informatika szakon.

## Elismerések
- 2024 - Artisjus-díj [4]

## Diszkográfia
| Év   | Album                                    | Legmagasabb helyezés | Minősítés |
| Év   | Album                                    | MAHASZ Top 40        | Minősítés |
| ---- | ---------------------------------------- | -------------------- | --------- |
| 2012 | Némán állni - Megjelenés: 2012. november |                      |           |

### Slágerlistás dalai
| Év   | Dal               | Legmagasabb helyezés | Legmagasabb helyezés | Legmagasabb helyezés   | Legmagasabb helyezés | Legmagasabb helyezés | Legmagasabb helyezés         | Legmagasabb helyezés | Album |
| Év   | Dal               | VIVA Chart           | Class 40             | Mahasz Editors’ Choice | Mahasz Rádiós Top 40 | Mahasz Dance Top 40  | MAHASZ Single (track) Top 10 | EURO 200             | Album |
| ---- | ----------------- | -------------------- | -------------------- | ---------------------- | -------------------- | -------------------- | ---------------------------- | -------------------- | ----- |
| 2012 | Baby- bebogyó     |                      |                      |                        |                      |                      |                              |                      |       |
| 2012 | Némán állni       |                      |                      |                        |                      |                      |                              |                      |       |
| 2013 | Stuck on you/ Húz |                      |                      |                        |                      |                      |                              |                      |       |
| 2013 | Shit song         |                      |                      |                        |                      |                      |                              |                      |       |
| 2014 | Nem vagyok hős    |                      |                      |                        |                      |                      |                              |                      |       |

### Videóklipek
- Némán állni (2012)

### Színházi és filmes szerepek
- István a király-jubileumi előadás (2023)-Koppány.